# Kapłański Ruch Maryjny
Kapłański Ruch Maryjny – katolickie stowarzyszenie (ruch społeczny) założone przez księdza Stefano Gobiego w 1972 roku w 55. rocznicę Matki Bożej Fatimskiej. 
8 maja 1972 roku Stefano Gobbi odbył pielgrzymkę do Fatimy w Portugalii, gdzie modlił się w sanktuarium Matki Bożej Fatimskiej. Według jego relacji otrzymał wtedy od Matki Bożej natchnienie do założenia Kapłańskiego Ruchu Maryjnego, który duchowo wzmocniłby kapłanów.  Zgodnie z tym natchnieniem, 13 października 1972 roku, w pięćdziesiątą piątą rocznicę objawień Matki Bożej Fatimskiej wraz z dwoma innymi księżmi utworzył Kapłański Ruch Maryjny w kościele w Gera Lario we Włoszech.
Kapłański Ruch Maryjny szybko wzrastał liczebnie. Do września 1973 roku liczył ponad 80 księży. Wtedy też odbyło się pierwsze zgromadzenie w San Vittorino, niedaleko Rzymu. W 1974 roku ksiądz Gobbi zaczął organizować Wieczerniki (grupy modlitewne) we Włoszech dla kapłanów i świeckich, a później organizował Wieczerniki na całym świecie. Podczas tych wieczorów katolicy są wezwani do modlitwy do Jezusa przez Najświętszą Maryję Pannę. Kapłański Ruch Maryjny ma obecnie siedzibę w Mediolanie we Włoszech, z oddziałami na całym świecie. Liczy około 65 tys. kapłanów ze wszystkich kontynentów, należy do niego także kilka milionów ludzi świeckich. 
Ruch kładzie szczególny nacisk na moc odmawiania Różańca Świętego i Adoracji Eucharystii jako skutecznego środka umocnienia Kościoła.